# Чемпіонат України з хокею 2004—2005
Чемпіонат України з хокею серед команд вищої ліги сезону 2004—2005 років — стартував в середині листопада 2004 року, а завершився — в середині квітня року наступного.

## Регламент
Згідно з регламентом змагань, київський Сокіл, котрий проводив сезон в чемпіонаті Білорусі, автоматично потрапляв до фіналу плей-оф української першості.
Решта учасників, а їх у вищій лізі було шість, визначали з-поміж себе другого фіналіста чемпіонату України.
Спочатку шість команд зіграли двоколовий турнір зі спареними турами. Команди, котрі посіли перші три позиції за підсумками регулярної частини змагань одразу потравляли в чвертьфінал плей-оф.
Паралельно зі змаганнями у вищій лізі, у лютому 2005-го було проведено турнір в рамках першої ліги чемпіонату України з хокею. Переможець даного турніру отримував можливість зіграти стикові поєдинки з четвертою командою вищої ліги за право потрапляння до основного раунду плей-оф.
Всі серії матчів на другому етапі змагань, окрім стикових матчів, тривали до двох перемог однієї з команд.

## Регулярна частина
| Пояснення                              |
| -------------------------------------- |
| Команди, котрі потрапили до 1/4 фіналу |
| Команда, котра грала в стикових матчах |
| Команди, котрі припинили боротьбу      |

| Команда                             | І  | В  | ВО | Н | П  | ГЗ  | ГП  | Різниця | О  |
| ----------------------------------- | -- | -- | -- | - | -- | --- | --- | ------- | -- |
| «Дніпровські вовки» Дніпропетровськ | 20 | 18 | 0  | 0 | 2  | 109 | 31  | +78     | 54 |
| ХК «Київ»                           | 20 | 13 | 1  | 0 | 6  | 127 | 70  | +57     | 41 |
| «АТЕК» Київ                         | 20 | 10 | 1  | 1 | 8  | 98  | 69  | +29     | 33 |
| «Барвінок»-СДЮСДОР Харків           | 20 | 6  | 0  | 1 | 13 | 68  | 95  | -27     | 19 |
| «Дружба-78» Харків                  | 20 | 5  | 1  | 0 | 14 | 42  | 71  | −29     | 17 |
| СДЮШОР «Сокіл» Київ                 | 20 | 0  | 0  | 0 | 20 | 32  | 180 | −148    | 0  |

Примітки: за незабезпечення умов для проведення матчів між СДЮШОР «Сокіл» та «Дніпровськими вовками», київській команді зараховані дві технічні поразки (0:5).
У другій грі між «Дніпровськими вовками» та харківською «Дружба-78», за рахунку 0:0, гості відмовились продовжувати поєдинок, у зв'язку з чим їм було зараховано технічну поразку (0:5).

### Бомбардири
| Гравець            | Команда             | Г  | П  | О  |
| ------------------ | ------------------- | -- | -- | -- |
| Микола Коляда-ст.  | «АТЕК»              | 21 | 18 | 39 |
| Павло Большаков    | «Барвінок»-СДЮСШОР  | 22 | 16 | 38 |
| Дмитро Марковський | ХК «Київ»           | 14 | 24 | 38 |
| Єгор Руфанов       | ХК «Київ»           | 17 | 15 | 32 |
| Денис Бортник      | ХК «Київ»           | 16 | 16 | 32 |
| Олег Синьков       | «Дніпровські вовки» | 14 | 17 | 31 |
| Олександр Сухенко  | «АТЕК»              | 9  | 22 | 31 |
| Сергій Малашенко   | «АТЕК»              | 18 | 11 | 29 |
| Михайло Фадєєв     | «Дніпровські вовки» | 7  | 22 | 29 |

Г = Голи; П = Результативні паси; О = Очки;
Джерело: hockey.dp.ua

## Плей-оф

### Стикові поєдинки
- «Барвінок»-СДЮСШОР Харків — ХК «Беркут» - 2:0 (10:1, 8:5)

### 1/4 фіналу
- ХК «Київ »— «АТЕК» Київ - 2:1 (3:4 (От), 5:4, 4:1)
- «Дніпровські вовки» Дніпропетровськ — «Барвінок»-СДЮСШОР» Харків - 2:0 (8:3, +:-)

### 1/2 фіналу
| 21 березня 2005 | «Дніпровські вовки» | 5:4 (От) (1:1, 3:1, 0:2, 1:0) | ХК «Київ» | СК «Метеор» |

|                                                                                      | В. Бруль                            | Голкіпери                                                               | Хапков (0:00—26:17, 60:00—60:29), Кісліцин (26:17—60:00) | Арбітр: Лускань |
| Уткін - 11:31 Бур'яненко - 31:03 Гаврилюк - 31:14 Вологжанінов - 32:26 Хміль - 60:29 | 0:1 1:1 1:2 2:2 3:2 4:2 4:3 4:4 5:4 | 1:47 - Руфанов 20:52 - Руфанов 47:43 - В. Фадєєв (Б1) 56:58 - В. Фадєєв |                                                          | Арбітр: Лускань |
| 12 хв.                                                                               | Вилучення                           | 6 хв.                                                                   |                                                          | Арбітр: Лускань |
|                                                                                      |                                     |                                                                         |                                                          | Арбітр: Лускань |

| 23 березня 2005 | ХК «Київ» | 5:7 (2:2, 2:1, 1:4) | «Дніпровські вовки» | СК «Авангард» Глядачів: 100 |

|                                                                                         | Кісліцин                                        | Голкіпери | В. Бруль | Арбітр: Кіча |
| Руфанов (М) - 3:22 Шевченко - 5:20 Черненко (Б1) - 21:22 Лубнін - 39:19 Руфанов - 52:59 | 1:0 2:0 2:1 2:2 3:2 3:3 4:3 4:4 4:5 4:6 5:6 5:7 | 8:13 - Решетніков 16:25 - Гаврилюк (М) 37:53 - Печорін 44:37 - Гаврилюк 48:53 - Гаврилюк 50:21 - М. Фадєєв 54:30 - М. Фадєєв |          | Арбітр: Кіча |
| 24 хв.                                                                                  | Вилучення                                       | 14 хв. |          | Арбітр: Кіча |
|                                                                                         |                                                 | |          | Арбітр: Кіча |

### Фінал
| 9 квітня 2005 | «Сокіл» | 7:0 (0:0, 4:0, 3:0) | «Дніпровські вовки» | СК «Авангард» Глядачів: 450 |

| | Селіверстов                 | Голкіпери | Тіхоміров | Арбітр: С. Дронговський |
| Литвиненко - 27:22 Литвиненко - 31:40 Сальников - 36:50 Гунько - 38:13 Литвиненко - 48:12 Сальников - 55:05 Литвиненко - 58:21 | 1:0 2:0 3:0 4:0 5:0 6:0 7:0 |           |           | Арбітр: С. Дронговський |
| 8 хв. | Вилучення                   | 6 хв.     |           | Арбітр: С. Дронговський |
| |                             |           |           | Арбітр: С. Дронговський |

| 13 квітня 2005 | «Дніпровські вовки» | 1:4 (0:2, 0:1, 1:1) | «Сокіл» | ПС «Метеор» Глядачів: 3 000 |

|                    | Тіхоміров           | Голкіпери                                                               | Селіверстов | Арбітр: Урда |
| Бернацький - 40:51 | 0:1 0:2 0:3 1:3 1:4 | 2:01 - Сальников 11:07 - Бобровніков 32:39 - Савицький 54:20 - Касянчук |             | Арбітр: Урда |
| 10 хв.             | Вилучення           | 12 хв.                                                                  |             | Арбітр: Урда |
| 15 (6+5+4)         | Кидки               | 30 (9+12+9)                                                             |             | Арбітр: Урда |